# Коровин, Андрей Юрьевич
Андре́й Ю́рьевич Коро́вин (род. 3 апреля 1971, пос. Первомайский, Щёкинский район, Тульская область) — российский поэт, литературный критик.

## Биография
Поэт, критик, литературный деятель, журналист, автор песен, руководитель культурных проектов. Родился 3 апреля 1971 года в посёлке Первомайский города Щёкино Тульской области. Детство прошло в рабочём посёлке Косая Гора под Тулой. Окончил общеобразовательную среднюю школу № 65 Привокзального района г. Тулы (1988) и школу комсомольских репортёров при редакции газеты «Молодой коммунар», Тула (1987). Окончил Тульский факультет Юридического института МВД РФ, Высшие литературные курсы при Литературном институте им. А. М. Горького (Семинар поэзии Ю. П. Кузнецова). Как поэт печатается с 1989 года. Стихи публиковались в антологиях «Прекрасны вы, брега Тавриды (Крым в русской поэзии)» (М., 2000, составитель В. Коробов), «Лёд и пламень. Антология современной русской прозы и поэзии» в двух томах (М., Союз российских писателей, 2009), «Русская поэзия. XXI век» (М., 2010, составитель Г.Красников), журналах и альманахах «Арион», «Аркуш», «Волга», «Дети Ра», «Дружба народов», «Журнал ПОэтов», «Интерпоэзия», «Кольцо А», «Крещатик», «Литературная учёба», «Новый Берег», «Новая Юность», «Сетевая поэзия», «Сибирские огни», «Симферополь», «Современная поэзия», «Стых», «Футурум АРТ», а также в «Литературной газете» и других изданиях. Статьи и интервью публиковались в журналах «Волга», «Дети Ра», «Культпоход», «Октябрь», «Современная поэзия», альманахах «Аркуш» (Днепропетровск), «Кляп» (Николаев); газетах — «Независимой газете» (НГ Exlibris), «Литературной газете», «Литературной России», «Книжном обозрении», на сайте «Часкор» и в других СМИ.

## Основная трудовая деятельность
1988—1990 — корреспондент тульской областной газеты «Коммунар».
1990—1995 — корреспондент тульской областной газеты «Молодой коммунар» (в дальнейшем — «МК»).
1995—1997 — редактор, обозреватель отдела гуманитарных проблем городской газеты «Тула вечерняя».
Выпускающий редактор областной газеты «Тульские епархиальные ведомости».
Ведущий музыкальной радиостанции «Визави».
1997—1998 — корреспондент, автор и ведущий программ тульского областного радио ГТРК «Тула».
2000—2001 — редактор телекомпании ТСН.
2002—2003 — сценарист телеканала М1.

## Литературная деятельность
1990—1995 — ведущий литературной страницы «Мастерская» в Тульской областной газете «Молодой коммунар» («МК»);
1997—1998 — ведущий прямых эфиров с деятелями культуры на FM-радио «Визави», совместно с Татьяной Горюновой (Тула);
1998—1999 — ведущий программы «Арт-обстрел» на радио «Радио России-Тула» ГТРК «Тула»;
2001—2003 — главный редактор литературного интернет-журнала «Поэзия.ru».
2003—2005 — главный редактор литературных интернет-журналов «Литера.ру», «Стихи.ру».
2002—2004 — ведущий авторской рубрики «Изящная словесность в интернете» в программе Д. Воденникова «Своя колокольня» на федеральном радиоканале «Радио России».
2009 — по наст. время — Заместитель председателя комиссии по работе с молодыми писателями Союза российских писателей.
2014 — по наст. время — президент Фонда «Волошинский сентябрь»
Член Союза российских писателей (с 1998 г.), Союза писателей Москвы.
Состоял секретарём Правления Союза писателей Москвы, первым секретарём Союза писателей XXI века, членом Союза журналистов России (с 1991 г.), участником Международного ПЕН-клуба.
Работал Координатором Клуба кураторов литературных фестивалей России (2014—2015), главным редактором издательства «Современная литература», ответственным секретарём, редактором поэтической серии журнала «Современная поэзия» («Сетевая поэзия») (Москва), членом редколлегии журнала «Дети Ра» (Москва), заместителем главного редактора литературного альманаха «Прикосновение» (Тула).
Креативный директор интернационального литературного журнала «Крещатик» (Бремен — Киев — Санкт-Петербург — Москва)
Член редакционного совета журнала поэзии «Плавучий мост» (Германия — Россия)
Член редакционной коллегии литературного альманаха «Тула».
Организатор и сопредседатель Международного культурного проекта "Международный научно-творческий симпозиум «Волошинский сентябрь» (включает в себя Международный литературный фестиваль им. М. А. Волошина, Международную Волошинскую Премию, Международный литературный Волошинский конкурс и другие проекты) (с 2003 года по настоящее время)
Организатор и руководитель литературного салона в Музее-театре «Булгаковский Дом» (Москва) (с 2005 года по настоящее время).
Руководитель поэтической программы Цветаевского фестиваля поэзии в г. Александрове (Владимирская обл.) (с 2006 по 2017 год).
Соучредитель Гумилёвского Общества. Соорганизатор Международного Гумилёвского фестиваля. Постоянный организатор и ведущий (совместно с председателем Гумилёвского Общества Ольгой Медведко) вечеров, посвящённых Н. С. Гумилёву и Серебряному веку в Центральном Доме Литераторов (с 2011 года по настоящее время).

## Кураторская деятельность
Поэтический клуб в Театре песни Виктора Луферова «Перекрёсток» (Москва, 2001—2003).
Международный научно-творческий симпозиум «Волошинский сентябрь» (Международный литературный фестиваль им. М. А. Волошина, Международная Волошинская Премия, Международный литературный Волошинский конкурс, драматургическая программа «Волошинский театр») (Крым, с 2003 г. по настоящее время).
Литературный салон Андрея Коровина в Культурном центре «Музей-театр „Булгаковский Дом“» (Москва, с 2005 г. по настоящее время).
Международный фестиваль русской поэзии, совместно с Городским комитетом по культуре и туризму Администрации г. Тулы и Юрием Коняхиным (Тула, 2007).
Цикл литературно-критических вечеров «Критический минимум», совместно с Еленой Пахомовой (Москва — Санкт-Петербург — Киев, 2006—2008).
Цикл литературно-критических вечеров «Чернышевский. Смотр поэтических групп», совместно с Еленой Пахомовой и Дмитрием Баком (Москва).
Цикл вечеров современной прозы «Устная антология короткого рассказа», совместно с Еленой Пахомовой и Владиславом Отрошенко (Москва).
Литературная гостиная клуба «Марсель» (Москва, 2010—2011).
Клуб кураторов литературных фестивалей России (2014—2015).
Всероссийская Прокошинская Премия (для поэтов русской провинции и литературных деятелей), совместно с Клубом кураторов литературных фестивалей России (Москва, 2014).
Всероссийский литературный фестиваль фронтовой поэзии им. Б. А. Слуцкого, совместно с Клубом кураторов литературных фестивалей России (Тула, 2015).
Литературный фестиваль «Булгаковские чтения» (Фонд «Волошинский сентябрь», совместно с Ниной Дунаевой), (Москва, 2015)
Всероссийский турнир «Красная площадь. Время поэтов» в рамках Книжного фестиваля «Красная площадь» (Фонд «Волошинский сентябрь», совместно с Ниной Дунаевой), (Москва, 2016).
Литературный фестиваль, посвящённый 100-летию со дня рождения поэта Бориса Слуцкого (Фонд «Волошинский сентябрь», совместно с Ниной Дунаевой), (Москва — Санкт-Петербург — Тула, 2019).
Литературный фестиваль, посвящённый 60-летию со дня рождения поэта Валерия Прокошина (Фонд «Волошинский сентябрь», совместно с Ниной Дунаевой), (Москва — Обнинск, 2019)
Литературный пленэр «Поленовская осень», посвящённый 60-летию со дня рождения поэтессы Ольги Подъёмщиковой, совместно с Натальей Поленовой (Тула — Поленово, 2021) и других.
Соавтор идеи создания литературных фестивалей: «Литератерра» (Нижний Новгород), «КУБ» (Красноярск), Международный Хлебниковский фестиваль «Ладомир» (Казань) и других.
Автор идеи Булгаковской премии «Рукописи не горят» (2019).
Автор «Литературной газеты», «Независимой газеты» (книжное приложение «НГ EX LIBRIS»).
Эксперт программ Виктора Ерофеева «Апокриф», Фёклы Толстой «Наблюдатель», Игоря Волгина «Игра в бисер» (телеканал «Культура»). Читал лекцию о Волошине, поэзии Серебряного века и современном литературном процессе на Телеканале Совета Федерации «Вместе-РФ».
Участник Международного Попечительского совета заповедника «Киммерия М. А. Волошина» (с 2006 года)
Участник Международного гуманитарного проекта «Минская инициатива», редактор международного альманаха молодых литераторов России, Белоруссии и Украины «Terra Poetica» (автор проекта — М. Е. Швыдкой, организатор — Фонд МФГС).
Участник Форумов творческой и научной интеллигенции государств-участников СНГ, литературных и культурологических конвентов в России, Украине, Беларуси, Армении, Грузии, Казахстане, Туркменистане.

## Книги стихотворений
- Белая книга. — Тула: 1995.
- Антология женщины. — Тула: 1999.
- Поющее дерево. Стихи / Литературный клуб «Классики XXI века»; М.: Изд-во Р. Элинина, 2007 — 51 с.
- Пролитое солнце : Стихи / А. Коровин — М.: Арт Хаус медиа, 2010. — 128 с.
- Растение-женщина. — М.: Издательство В. Гоппе, 2012. — Тираж 10 нум. экз., подпис. поэтом и художником. — Литографии Виктора Гоппе.
- Любить дракона: Стихотворения. — М.: Русский Гулливер; Центр современной литературы, 2013. — 130 с. — (Поэтическая серия «Русского Гулливера»).
- Детские преступления. — М.: Воймега, 2015. — 60 с.
- Снебапад. — СПб.: Алетейя, 2016. — 128 с.: ил.
- Кымбер бымбер: стихи и истории. — М.: ArsisBooks, 2018. — 200 с.[24]
- Zycie z rozszerzeniem RU (Жизнь с разрешением ru, билингва на русском и польском языках). Wybor przeklad i opracowanie Krzysztof D. Szatrawski — Olsztyn, Wydawnictwo ABADA, 2018 (Ольштын: издательство АБАДА, 2018).
- Голодное ухо. Дневник рисовальщика: стихи. — М.: ArsisBooks, 2019. — 248 с.: Ил. — 11.[24]
- Поэтическая пятница Андрея Коровина. Либретто. — Кемерово: Кузбасский центр искусств, 2020
- Калимэра. Новые сказки и мифы народов мира: стихи — М.: Фонд «Волошинский сентябрь», 2021. — 332 с.: Ил. — 4.

## Стихи в антологиях
- Прекрасны вы, брега Тавриды (Крым в русской поэзии) — М., 2000;
- Лёд и пламень. Антология современной русской прозы и поэзии — М., 2009;
- Нуль лун. М.: Издательство Р. Элинина, 2009
- Русская поэзия. XXI век — М., 2010;
- Happiness: The Delight-Tree An Anthology of Contemporary International Poetry. Edited by Bhikshuni Weisbrot, Darrel Alejandro Holnes, Elizabeth Lara. — United Society Nations of Writers, 2014 (Антология ООН, посвящённая Всемирному Дню счастья);
- Крымские страницы русской поэзии: антология современной поэзии о Крыме (1975—2015). — СПб.: Алетейя, 2015. — 464 с.;
- ПОЭТИЧЕСКИЙ АТЛАС РОССИИ. Антология современной поэзии. Литературно-художественное издание. / Сост. А. Ю. Коровин, П. М. Крючков, — Москва.: Современная литература, 2015. — 512 стр.;
- POETRY. Пятнадцать имён [Текст] : стихи; сост. О. В. Кравцова, предисл. Г. Г. Туз. — Ставрополь : Ставролит, 2017. — 192 с.
- Площадь мира. Антология. Сборник избранных стихотворений авторов и членов жюри Международного литературного конкурсного портала Stihi.lv. — Общественная организация «Dzejnieku klubs Stihi.lv» (Рига, Латвия) и издательство «АураИнфо» (Санкт-Петербург, Россия), 2017
- Leo Butnaru, Adrian Grauenfels. Raza de acțiune (Радиус действия). Сборник русской и израильской поэзии на румынском языке. Составители, авторы предисловий и переводчики: Лео Бутнару (Кишинев-Бухарест), Адриан Грауенфелс (Тель-Авив). — Издательство «Сага», Израиль, 2017
- Стихи о счастье. Коллекция мировой поэзии на русском языке. Классики и современники. Составитель Юрий Москалёв — М.: Издательство «Пресс Клуб Сервис», 2018
- Панорама русской поэтической миниатюры / Panorama miniaturii poetice ruse в 2-х тт. в переводах Лео Бутнару — Яссы: издательство «Типо Молдова», 2020—2217 с.
- Современный русский верлибр : антология / сост. Л. Р. Газизова. — М.: Воймега, 2021. — 428 с.

## Стихи в журналах
«Алые паруса» (Симферополь), «Арион», «Байкал» (Улан-Удэ), «Балтика» (Калининград), «Белый ворон» (Екатеринбург), «Бельские просторы» (Уфа), «Огни над Бией» (Алтайский край), «Вещь» (Пермь), «Волга» (Саратов), «Дальний Восток» (Хабаровск), «Гостиная» (США), «День и ночь» (Красноярск), «День поэзии», «Дети Ра», «Другое полушарие», «Дружба народов», «Европейская словесность» (Германия), «Журнал ПОэтов» (Москва), «Звезда» (Санкт-Петербург), «Зинзивер» (Санкт-Петербург), «Илья», «Интерпоэзия» (Нью-Йорк, США), «Иркутское время» (Иркутск), «Казань», «Кольцо А», «Кольчугинская осень», «Крещатик», «Лёд и пламень» (Москва), «Литературный Иерусалим» (Израиль), «Литературная учёба» (Москва), «Менестрель» (Барнаул), «Московский год поэзии» (Москва), «Нёман» (Беларусь), «Нижний Новгород», «Новый берег» (Дания), «Новый Гильгамеш» (Украина), «Новый мир», «Новая Юность», «Облака» (Калуга), «Окно» (Ирландия), «Октябрь», «Паровозъ»,"Плавучий мост" (Германия), «Полымя» (Беларусь), «После 12» (Кемерово), «Радуга» (Киев, Украина), «Север» (Петрозаводск), «Семейка» (Германия), «Сетевая поэзия», «Сибирские огни» (Новосибирск), «Симферополь», «Складчина» (Омск), «Склянка часу» (Канев, Украина), «Современная поэзия», «Соты» (Киев, Украина) «Степь» (Греция), «Студенческий меридиан», «Тверской бульвар», «Третья столица» (Нижний Новгород), «Тула», «Урал» (Екатеринбург), «ШО» Киев, Украина), «Эмигрантская лира» (Бельгия), «Этажи», «Южное сияние» (Одесса, Украина), «Юность», «Ямская слобода» (Воронеж), «Ave» (Одесса, Украина), «Brave World Magazinе» (Индия), «LiteraruS» (Финляндия), «Homo Legens» (Москва, Россия), в газетах «Россия»: «Российская газета», «Учительская газета», «Литературная газета», «Независимая газета», «Молодой коммунар» (Тула) и других изданиях.
Стихотворения А. Ю. Коровина переведены на двенадцать языков: английский, армянский, белорусский, греческий, грузинский, итальянский, литовский, немецкий, польский, румынский, сербский, украинский.
Рассказы (в том числе под псевдонимами) публиковались в сборниках издательства «ЭКСМО» и других изданиях.
Выступает в составе творческого дуэта «КОРОВИН И ФАГОТ» с легендарным музыкантом «золотого состава» группы «Аквариум» Александром Александровым (Фаготом). Дуэтом созданы музыкальные спектакли «Музыка со смыслом», «Музыка со смыслом. New», «Музыкальное путешествие по русской литературе», а также в содружестве с актрисой московского театра «Сфера» Екатериной Ишимцевой спектакли «Маяковский против Булгакова» (2016), «1917-й. Музыка революции» (2017). 19 октября 2021 года принял участие в проекте «Черновики А. С. Пушкина & Джазовые импровизации в исполнении PUSHKIN-band» (проект А.Битова, музыкальная редакция А. Александрова) в качестве исполнителя черновиков Пушкина в Государственном музее А. С. Пушкина.
Также выступал с поэтическими программами с композиторами Евгением Слабиковым, Антоном Ровнером.
По стихотворениям Андрея Коровина поставлены следующие спектакли:
«…я буду петь тихие песни (о Вечной Любви)» (инсценировка и постановка Елены Пенкиной по стихотворениям Андрея Коровина), 2011
«Всё любовь, что ни спросите» при участии (инсценировка и постановка Нины Дунаевой по стихотворениям Андрея Коровина, Анны Аркатовой, Инги Кузнецовой, Анны Логвиновой), 2017
«Любовь без парашюта» (по произведениям Ольги Подъёмщиковой, Сергея Белозёрова и Андрея Коровина) (инсценировка Нины Дунаевой, режиссёр Анна Куликова), 2021

## Составитель книг
- Ольга Подъёмщикова. …Явись мне отблеском мгновенным. Собрание стихотворений (1978—2000). — Тула: Государственный музей-заповедник «Куликово поле», 2001. — Составление, подготовка текста и примечания А. Ю. Коровина и Ю. В. Архангельской. — 398 с.
- Крымские страницы русской поэзии: антология современной поэзии о Крыме (1975—2015). — СПб.: Алетейя, 2015. — 464 с.;
- ПОЭТИЧЕСКИЙ АТЛАС РОССИИ. Антология современной поэзии. Литературно-художественное издание. / Сост. А. Ю. Коровин, П. М. Крючков, — Москва.: Современная литература, 2015. — 512 стр.;
- Ольга Подъёмщикова, Сергей Белозёров. Зима: повесть, письма, стихотворения. Воспоминания / Сост., подгот. текстов А. Ю. Коровин, Ю. В. Архангельская. Вступ. ст. А. Ю. Коровин — М.: Фонд «Волошинский сентябрь», 2021. — 224 с.: ил.[28]
- Автор идеи, создатель (совместно с А. В. Новиковым) и редактор портала «Всемирная Литафиша» www.litafisha.ru (2005—2016).

## Премии
- Лауреат премии журнала «Дети Ра» (2006).
- Лауреат премии журнала «Футурум АРТ» (2008)[29].
- Лауреат премии журнала «Литературная учёба» (2009)[30].
- Кавалер Золотой медали «За преданность Дому Максимилиана Волошина» (2010).[31]
- Лауреат Международной Отметины им. Отца русского футуризма Д. Д. Бурлюка (2013).